# Neu Runstedt
Neu Runstedt ist ein Ortsteil der Stadt Halberstadt im Landkreis Harz in Sachsen-Anhalt.

## Geografie und Verkehrsanbindung
Der Ort liegt nördlich des Kernbereichs von Halberstadt an der L 83. Am südlichen Ortsrand fließt der Runstedter Bach.

## Sehenswürdigkeiten

### Baudenkmale
In der Liste der Kulturdenkmale in Halberstadt sind für Neu Runstedt zwei Baudenkmale aufgeführt:
- Häusergruppe (Dorfstraße 7–11)
- Zollhaus (Spiegelsberge)